# Eunidia vagefuscomaculata
Eunidia vagefuscomaculata là một loài bọ cánh cứng trong họ Cerambycidae.